# Grobla Johor-Singapur
Grobla Johor-Singapur (chiń. 新柔长堤, malajski Tambak Johor, ang. Johor-Singapore Causeway) – grobla komunikacyjna na cieśninie Johor, łącząca Półwysep Malajski z wyspą Singapur. Stanowi jedną z dwóch przepraw-przejść granicznych między Malezją a Singapurem.